# Santa Maria de Gramuntell
Santa Maria de Gramuntell és l'església parroquial de Gramuntell, al municipi de Ribera d'Ondara (Segarra) inclosa a l'Inventari del Patrimoni Arquitectònic de Catalunya.

## Descripció
Edifici situat dins del clos primitiu del poble, i presenta una estructura molt modificada. Es tracta d'un edifici d'una sola nau, de planta rectangular, i capella bastida al mur de tramuntana. Presenta un parament de carreu disposat amb algunes filades de través i paredat, a l'estructura de la capella. A la façana de migjorn s'obre la porta d'accés d'arc rebaixat adovellat i presenta un treball incís en un carreu situat a la cantonera d'aquesta façana en direcció a ponent amb l'any "1596". A la façana de llevant s'obre un òcul i corona un campanar d'espadanya de doble ull.

## Història
L'església és sufragània de Sant Andreu de Vilagrasseta i va estar dins el bisbat de Vic fins a l'any 1957, moment en què passà al bisbat de Solsona.